# Eisen(III)-acetylacetonat
Eisen(III)-acetylacetonat ist eine chemische Verbindung des Eisens aus der Gruppe der Acetylacetonate.

## Gewinnung und Darstellung
Eisen(III)-acetylacetonat kann durch Reaktion von Eisen(III)-hydroxid mit Acetylaceton hergestellt werden.

## Eigenschaften

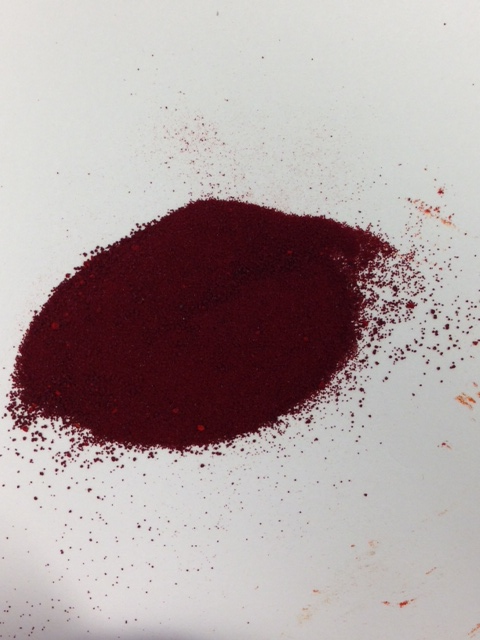
Probe von Eisen(III)-acetylacetonat

Eisen(III)-acetylacetonat ist ein dunkelroter Feststoff, der schwer löslich in Wasser ist.
Seine rote Lösung färbt sich über 50 °C gelb und beim Kochen fällt Eisen(III)-hydroxid aus.

## Verwendung
Eisen(III)-acetylacetonat kann bei Grignard-Reaktionen für Aryl-Alkyl-Kupplungen eingesetzt werden.
Die Verbindung kann auch für die Herstellung von (Zn,Fe)Fe2O4-Schichten und Messungen der magnetischen Eigenschaften dieser Schichten, sowie als Vorläufer für die Synthese von wasserlöslichen Magnetit-Nanopartikeln verwendet werden, die Anwendungen im Bereich der magnetischen Hyperthermiebehandlung finden können.
Sie dient auch als Katalysator für die Aushärtung von Polyurethanen in Treib- und Explosivstoffen.